# Proclossiana montana
Proclossiana montana är en fjärilsart som beskrevs av Petersen 1947. Proclossiana montana ingår i släktet Proclossiana och familjen praktfjärilar. Inga underarter finns listade i Catalogue of Life.